# Devil May Cry (anime)
Devil May Cry é um anime baseado no jogo Devil May Cry criado originalmente pela Capcom. Está definido em algum momento entre Devil May Cry Cry e Devil May Cry 2. Foi produzido pela WOWOW TV Network no Japão e teve sua estreia no dia 14 de Junho de 2007 com um total de 12 episódios.
O anime foi produzido no estúdio de animação Madhouse e foi dirigido por Shin Itagaki. Bingo Morihashi, um dos escritores do segundo, terceiro e quarto jogos também participou da criação do desenho. O primeiro teaser-trailer, foi divulgado online pelo site oficial de Devil May Cry onde foi revelado que Dante, o personagem principal dos jogos da saga, seria o protagonista.
Depois de sua estreia no Japão em 14 de Junho de 2007, no dia 5 de Dezembro do mesmo ano, a ADV anunciou o lançamento do anime na versão inglesa, que foi o ar no dia 5 de Fevereiro de 2008. Há intenção por parte da produtora da série era produzir outras 2 temporadas.

## História
A série cria uma ponte entre o primeiro e quarto jogo de Devil May Cry, e marca o retorno de personagens como Trish e Lady.
Dante ainda trabalha como caçador de demônios em sua loja, Devil May Cry, e continua com problemas financeiros. A história principal do anime de Devil May Cry começa quando Dante é contratado para proteger um garotinha chamada Patty Lowell uma órfã que acaba de receber uma fortuna e todo o patrimônio do falecido pai. Ao mesmo tempo que Patty quer encontrar a mãe, seus parentes e os demônios querem mata-la para ficar com a herança destinada a ela.
Para completar, os demônios querem Patty, pois ela carrega consigo um colar que é a lágrima de Alan Royal. O colar é uma espécie de chave que, se for destruído, libera o poder de Abigail, o rei dos demônios.

## Personagens
Dante (ダンテ)
Dublado por: Toshiyuki Morikawa (Japonês) e Justin Cause (Inglês)
Meio demônio e um dos dois filhos de Sparda. Dante trabalha em sua loja, Devil May Cry, aceitando qualquer tipo de trabalho envolvendo o sobrenatural. É viciado em sundaes de morango e pizza, e parece cômico as vezes. Sempre carrega sua espada Rebellion geralmente dentro da capa de um violão além de seu par de armas (Ebony e Ivory).
Trish (トリッシュ, Torisshu)
Dublada por: Atsuko Tanaka (Japonês) e Luci Christian (Inglês)
Demônio criado por Mundus na imagem da mãe de Dante. Recentemente trabalha sozinha, tem o poder de controlar os relâmpagos e usa duas pistolas assim como dante.
Lady (レディ, Redi)
Dublada por: Fumiko Orikasa (Japonês) e Melissa Davis (Inglês)
Uma humana caçadora de demônios, descendente dos que selaram a passagem entre os dois mundos. Dante está em constante débito com ela, que é quem as vezes o traz alguns trabalhos para ele.
Patty Lowell (パティ・ローエル, Pati Rōeru)
Dublada por: Misato Fukuen (Japonês) e Hilary Haag (Inglês)
Uma jovem garota que Dante conheceu após tentar protege-la dos demônios. Passa muito tempo com Dante e passou a ser descendente de uma poderosa magia que selou o perigoso demônio Abigail.
J.D. Morisson (J・D・モリソン, J. D. Morison)
Dublado por: Akio Ōtsuka (Japonês) e Rob Mungle (Inglês)
É o agente de Dante. Procura trabalhos e faz reparos em seu escritório (principamente na jukebox).
Sid (シド, Shido)
Dublado por: Nachi Nozawa (Japonês) e Christopher Ayres (Inglês)
Um fraco e feio demônio que aparece como secretário de um hotel de beira de estrada no primeiro episódio. Inicialmente ele parece ser insignificante mas as ambições de Sid provam que ele pode ir longe demais e ser mais perigoso do que Dante imaginava.

## Canções-tema
Abertura: "D.M.C." - Rungran

Encerramento: "I'll Be Your Home" - Rin Oikawa

Extra: "Room Despair" - Aimee B

Extra: "Future in my Hands" - Aimee B

## Trilha sonora
1. D.M.C
2. Lynch's Mood
3. Fight!
4. Faint
5. Room Despair
6. Life is on You
7. Dance
8. F.O.E.
9. The Reaper
10. Bullet
11. Under The Sun
12. Fate Line
13. D.M.C (Band Ver.)
14. Last Rag
15. Seidaku
16. Blue Rose
17. Future in my Hands
18. Netherworld
19. Pain
20. Evil Spirit
21. Dantes Might
22. Steep slope
23. D.M.C (Gut Guitar Ver.)
24. Victory
25. I'll Be Your Home

Obs: Todas canções são tocadas pelo Rungran

## Produção
Em Setembro de 2006 foi anunciado pela Madhouse, famosa pelas séries como Death Note e Hajime no Ippo, que seria produzido um anime da série Devil May Cry, criada originalmente pela Capcom, juntamente com um trailer de 1 minuto. Em  22 de Março de 2007 foi anunciado que o anime teria estreia em Julho no canal japonês WOWOW  e logo depois um novo trailer.
Dia 31 de Maio o canal WOWOW começou a transmitir o primeiro episódio de graça pela internet com opção de transmissão de 500Kbps e 1Mbps, antes de sua estreia em 14 de Junho na TV. Depois de sua estreia o anime continuou a ser transmitido até o dia 6 de Setembro de 2007, onde o episódio de número 12, "Stylish" foi ao ar.
Com o fim das transmissões, no dia 21 de Setembro de 2007 começou a ser vendido um box com os dois primeiros episódios da série, lançada pela "School Gate Media". Logo o box foi o 15º colocado no ranking semanal de vendas de DVD na loja "Oricon". Com um certo intervalo de tempo foram lançados os boxes Vol.2 (25 de Outubro de 2007), Vol.3 (22 de Novembro de 2007), Vol.4 (21 de Dezembro de 2007), Vol.5 (25 de Janeiro de 2008) e Vol.6 (22 de Fevereiro de 2008), onde cada DVD continha um Extra, falando sobre o desenvolvimento e repercussão do anime. Em 24 de Janeiro a "School Gate Media" lançou um box especial com todos os episódios em Blu-Ray com imagem em 1080p e som TrueHD 5.1, com um livro e Box desenhada por Hisashi Abe, em conjunto com vídeos de promos e estrevistas.

## Recepção
No site IMDb, o anime recebeu a nota de 7.5/10. O primeiro DVD, que continha os dois primeiros episódios, foi o 15º DVD mais vendido na "Oricon".